# ソンソロール語
ソンソロール語は、パラオで話されるミクロネシア諸語に属する言語である。もともとはソンソロール州の島々で話されていたが、その後パラオの各地に広がった。 トビ語にとても近い言語である。